# Иванов, Николай Тимофеевич
Никола́й Тимофе́евич Ивано́в (4 декабря 1861, Ставрополь — 29 июля 1913, там же) — предприниматель и государственный деятель Российской империи, городской голова Ставрополя, член Государственной думы III созыва (1907—1912) от Ставропольской губернии.

## Биография

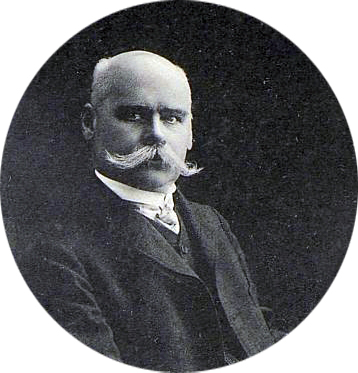
Н. Т. Иванов

Родился 4 декабря 1861 года в Ставрополе в семье купца 1-й гильдии Тимофея Николаевича Иванова, имевшего свои торговые лавки в старом Гостином ряду. На углу Госпитальной и Поперечной улиц Ставрополя находился родительский дом, где он провёл детство вместе с братьями Иваном, Алексеем, Георгием и сестрой Олимпиадой.
Среднее образование получил в Ставропольской мужской гимназии и в Харьковском реальном училище. В 1886 году окончил Петровско-Разумовскую земледельческую академию в Санкт-Петербурге со званием действительного студента сельского хозяйства. Вернулся в Ставрополь, где возглавил опытную сельскохозяйственную станцию. Занимался вопросами выведения новых сортов злаковых и других сельскохозяйственных культур. В 1893 году входил в состав губернского попечительного комитета о тюрьмах.
Гласный Ставропольский городской Думы. C 1894 года член городской управы Ставрополя. Городской голова Ставрополя (1902—1909). Председатель Ставропольского общества взаимного кредита. Почётный мировой судья с 1903 года.
С 1909 по 1912 год — член Государственной думы III созыва от Ставропольской губернии. Входил во фракцию кадетов.
Общественную деятельность сочетал с предпринимательской. Владел торговым домом на Верхнем базаре и гостиницей «Коммерческой», также вместе с братьями владел недвижимыми имениями и 2500 десятинами земли. Продавал зерно за границу, что принесло ему большой капитал.
Приобрёл несколько домов на Нестеровской улице. Купил у Ярмарочной площади мельницу, где построил большой двухэтажный дом. На Мавринской улице (сейчас ул. Ленина) в начале XX века построил купеческий театральный салон. К дому примыкала остеклённая оранжерея с тропическими деревьями и растениями, бассейном для аквариумных рыб и редкими птицами. В Митрофановском переулке (ныне Зоотехнический пер.) в 1906 году построил двухэтажный дом под приют для девочек-сирот (в настоящее время в нём располагается средняя школа Ставрополя № 25).
Скончался 29 июля 1913 года, похоронен на Успенском кладбище Ставрополя.

## Награды
Награждён серебряной медалью «В память царствования императора Александра III».

## Семья

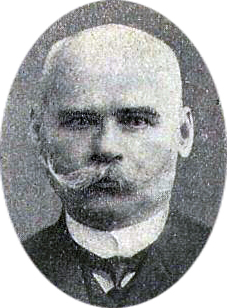
Н. Т. Иванов

- Отец — купец 1-й гильдии Тимофей Николаевич Иванов.
- Братья:
  - Георгий Тимофеевич Иванов, предприниматель, купец 1-й гильдии, почётный гражданин Ставрополя
  - Алексей Тимофеевич Иванов, предприниматель, купец, владелец «Театра Иванова» в Ставрополе
  - Иван Тимофеевич Иванов, предприниматель, купец в Ставрополе
  - Олимпиада Тимофеевна Иванова
- Жена — Вера Петровна Волковицкая, дочь коллежского советника
- Дети:
  - Елена (1893 г.р.)
  - Софья (1895 г.р.)
  - Пётр (1898 г.р.)

## Публикации об Иванове
- Кондрашова A. A., Судавцов Н. Д. Николай Тимофеевич Иванов: (к 150-летию со дня рождения) // Ставропольский хронограф. — Ставрополь: СГК УНБ имени М. Ю. Лермонтова; Отд. краевед, лит. и библиографии, 2011. 356 с. С. 268—278.